# Iqaluligjualaaq
Iqaluligjualaaq , tidigare benämnd October Island, är en ö i Kanada.   Den ligger i territoriet Nunavut, i den östra delen av landet, 2 400 km norr om huvudstaden Ottawa. Arean är 4,4 kvadratkilometer.
Terrängen på Iqaluligjualaaq  är platt. Öns högsta punkt är 51 meter över havet. Den sträcker sig 3,2 kilometer i nord-sydlig riktning, och 2,3 kilometer i öst-västlig riktning.